# Tuc des Monges
El Tuc de Monges, o des Monges és una muntanya que es troba en límit dels termes municipals de la Vall de Boí (Alta Ribagorça) i de Naut Aran (Vall d'Aran), situat en el límit del Parc Nacional d'Aigüestortes i Estany de Sant Maurici i la seva zona perifèrica.
«El nom prové dels “monjos” i no de les “monges”, com es podria pensar».
El pic, de 2.698,6 metres, es troba en la Serra de Tumeneia, que separa la sud-oriental Capçalera de Caldes de la nord-occidental Vall de Valarties. Està situada a l'est-nord-est del Tumeneia i al sud-oest del Coret de Oelhacrestada. Als peus del seu vessant meridional es troba l'Estany de Monges.
Aquest cim està inclòs al llistat dels 100 cims de la FEEC

## Rutes
- La ruta més habitual és des del Refugi Joan Ventosa i Calvell, via la riba meridional de l'Estany de Travessani i Estany de Monges.